# کارستن هنیگ
کارستن هنیگ (انگلیسی: Carsten Hennig؛ زادهٔ ۶ نوامبر ۱۹۷۶) بازیکن فوتبال اهل آلمان است.
از باشگاه‌هایی که در آن بازی کرده‌است می‌توان به باشگاه فوتبال آینتراخت فرانکفورت، باشگاه فوتبال اف‌اس‌وی فرانکفورت، و باشگاه فوتبال مانهایم اشاره کرد.